# Eyalet di Creta
L'eyalet di Creta (in turco: Girit Eyaleti) fu un eyalet dell'Impero ottomano, nell'area dell'Isola di Creta.
L'isola di Creta venne istituita come eyalet ottomano nel 1646, dopo che i turchi erano riusciti a conquistare la parte occidentale dell'isola durante la guerra di Candia, ma i veneziani non rinunciarono alla loro capitale di Candia sino all'assedio del 1669, quando Francesco Morosini consegnò ai turchi le chiavi della città. Le fortezze delle isole di Souda, Granbousa e Spinalonga rimasero sotto il controllo veneziano sino al 1715. Creta rimase un eyalet sino al 1864 quando, sulla base delle riforme amministrative ottomane, divenne un vilayet.

## Storia
Durante la guerra di Candia del 1645–1669, la Repubblica di Venezia venne costretta a cedere Creta all'Impero ottomano. Gran parte delle isole locali cadde nelle mani dei turchi nei quindici anni successivi, ma la capitale di Candia (Heraklion) che venne catturata solo dopo un lungo assedio che durò dal 1648 al 1669, uno tra i più lunghi della storia. Gli ultimi avamposti veneziani, le fortezze delle isole di Souda, Grabusa e Spinalonga, caddero nel corso della Guerra turco-veneziana del 1714–1718.

### Le ribellioni contro il dominio ottomano
Molte furono le ribellioni dei locali a Creta contro il dominio ottomano, in particolare a Sfakia ove venne capeggiata dal famoso capo ribelle Daskalogiannis il quale nel 1770 riuscì a guidate un'eroica rivolta presto repressa, istigato dai russi i quali però non diedero l'aiuto promesso (vedi Rivolta Orlov).
La Guerra d'indipendenza greca che ebbe inizio nel 1821, vide una grande partecipazione da parte della popolazione cretese come chiaro sintomo di opposizione al governo turco. Queste partecipazioni, promosse largamente dai rappresentanti cristiani nell'area, incontrarono la fiera opposizione dei turchi che uccisero senza riguardo molti vescovi dell'area. Tra il 1821 ed il 1828 le isole cretesi furono nuovamente teatro di ripetute ostilità. I musulmani cretesi erano quasi tutti concentrati nei villaggi fortificati del nord durante un'epidemia di peste scoppiata nell'isola che decimò il 60% di loro, e coinvolgendo anche il 21% della popolazione cristiana. Durante il grande massacro di Heraklion del 24 giugno 1821 viene ricordato ancora nell'area col nome di "la grande rivincita" ("ο μεγάλος αρπεντές"), i turchi uccisero il metropolita di Creta, Gerasimos Pardalis, ed altri cinque vescovi.
Dal momento che il sultano ottomano Mahmud II non disponeva di forze sufficienti disponibili, egli venne forzato a chiedere aiuto al suo vassallo ribelle e rivale Muhammad Ali d'Egitto, che inviò una spedizione nell'isola per sedare le rivolte. Nel 1825 il figlio di Muhammad Ali, Ibrahim, sbarcò a Creta ed iniziò il massacro di gran parte della comunità greca locale.
Per la sua posizione geografica, il Regno Unito decise che Creta non potesse divenire parte del nuovo Regno di Grecia costituito alla sua indipendenza nel 1830, temendo evidentemente che divenisse sede di un centro piratesco o di una base navale russa nel Mediterraneo orientale. A questo punto si predispose che Creta venisse amministrata da un albanese proveniente dall'Egitto, Mustafa Naili Pasha (conosciuto anche come Mustafa Pasha), il cui governo tento di creare una sintesi tra i proprietari terrieri musulmani e la classe commerciale emergente cristiana.
Sebbene la storiografia dell'epoca riportasse il pascià ottomano come una figura oppressiva, gli storici oggi hanno rivalutato la sua figura come estremamente cauta per l'epoca, favorevole alla politica del Regno Unito che l'aveva de facto posto sul trono, e addirittura favorevole ad una politica di maggiore attenzione ai cretesi di fede cristiana (egli sposò successivamente la figlia di un sacerdote ortodosso e le permise di rimanere di fede cristiana). Nel 1834, ad ogni modo, venne formata ad Atene una commissione apposita per promuovere l'annessione di Creta allo Stato greco.
Nel 1840, l'Egitto venne forzato dal visconte Palmerston a restituire Creta al diretto controllo dell'Impero ottomano. Mustafa Pasha tentò senza successo di proclamarsi principe semi-indipendente di Creta, ma i cretesi cristiani si rivoltarono contro di lui. Un'operazione navale anglo-ottomana riprese il controllo della situazione, ma Mustafa Pasha venne confermato quale governatore dell'isola, anche se questa volta egli doveva riferire direttamente ad Istanbul. Egli rimase in carica sin al 1851 quando venne richiamato a Istanbul per divenire Gran visir.
Dopo che la Grecia ebbe ottenuto la sua indipendenza, Creta divenne oggetto di contenzioso dal momento che la popolazione cristiana dell'isola si rivoltà diverse volte contro il dominio ottomano. Le rivolte del 1841 e del 1858 assicurarono alla popolazione cristiana dell'isola alcuni privilegi come quello di portare le armi, l'eguaglianza in giudizio tra cristiani e musulmani, e la fondazione di consigli per l'educazione dei cristiani. Malgrado queste concessioni, i cristiani anelavano sempre più a liberarsi del dominio turco e ad unirsi con la Grecia, e la tensione tra le comunità dell'isola rimase alta.
Uniformandosi all'amministrazione interna dell'Impero ottomano, Creata venne costituita in vielayet nel 1864.

## Geografia antropica

### Suddivisioni amministrative

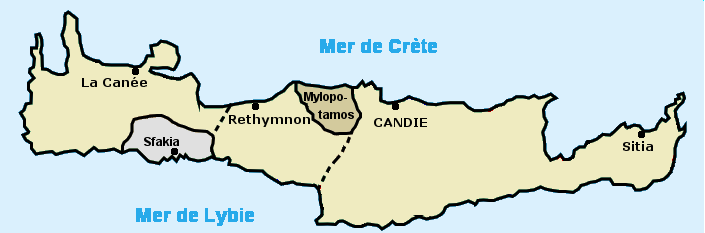
Le divisioni amministrative di Creta sino al 1827

I sanjak (sangiaccati) della Creta ottomana nel XVII secolo:
1. sangiaccato di Canea
2. sangiaccato di Retimo
3. sangiaccato di Selino

## Demografia

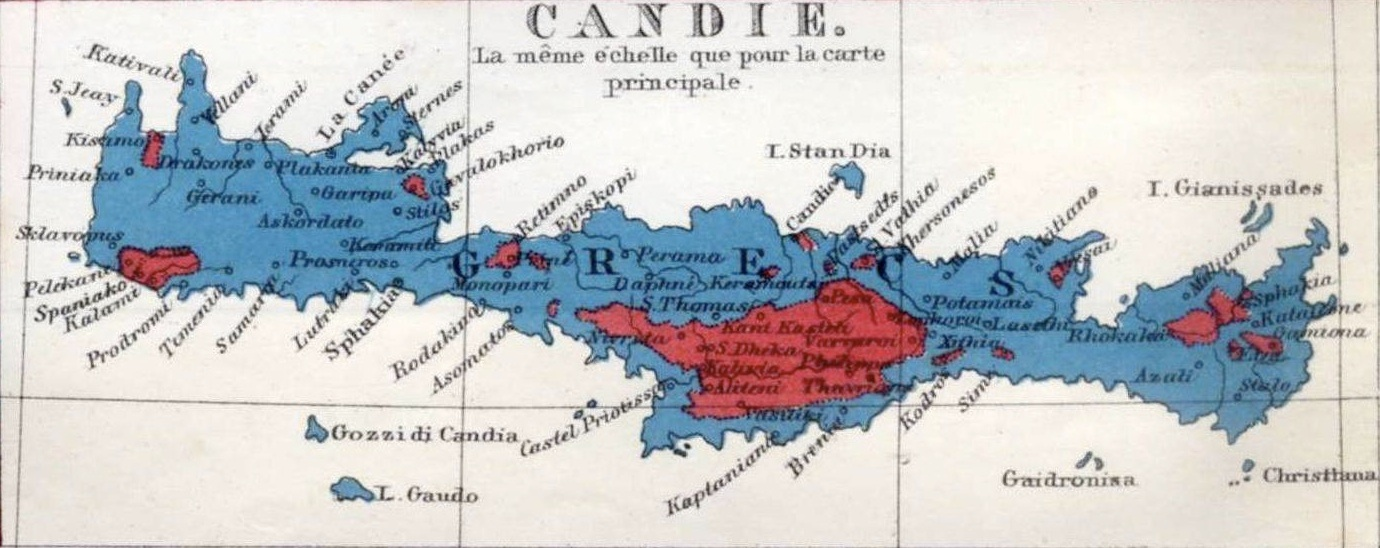
Mappa di Creta, intorno al 1861. I turchi (musulmani) sono in rosso, i greci (cristiani) in blu. La popolazione musulmana dell'isola (turchi cretesi) lasciò poi l'isola con lo scambio di popolazione tra Grecia e Turchia.

Gli ottomani non trasferirono mai coloni a Creta, tutta la popolazione musulmana dell'isola era di origine cretese e nella maggior parte dei casi parlava esclusivamente il greco nella varietà dialettale cretese. Dopo la conquista ottomana del 1669, una parte considerevole della popolazione si convertì gradualmente all'Islam. Secondo il diplomatico britannico del XVII secolo Paul Rycaut, la popolazione ortodossa accolse gli ottomani come liberatori dal "dominio oppressivo dei veneziani cattolici romani" e "iniziò a convertirsi all'Islam in gran numero". Le stime contemporanee variano, ma alla vigilia della guerra d'indipendenza greca fino al 45% della popolazione dell'isola poteva essere musulmana. Un piccolo numero di questi erano però cripto-cristiani che si convertirono al cristianesimo; altri fuggirono da Creta a causa dei disordini. Secondo l'ultimo censimento ottomano nel 1881, i cristiani erano il 76% della popolazione e i musulmani (solitamente chiamati "turchi" indipendentemente da lingua, cultura e ascendenza) solo il 24%, ma i musulmani erano oltre il 60% nelle tre grandi città sul costa nord e Monofatsi. I cristiani erano il 93% della popolazione nel 1923 dei distretti di Creta. I restanti musulmani furono costretti a partire per la Turchia nello scambio di popolazione per religione tra Grecia e Turchia.